# Victor Grégoire
Victor Grégoire, född 5 december 1870, död 12 december 1938, var en belgisk botaniker.
Victor Grégoire blev professor i Leuven 1903. Han blev känd genom sina omsorgsfulla studier över kärndelningens mekanism. Bland Grégoires skrifter märks artiklar i den av honom redigerade tidskriften La Cellule samt Éléments de botanique (1930, 3:e upplagan 1936).